# Koźlarek zielonodębowy
Koźlarek zielonodębowy (Leccinellum lepidum (Rolland) Bresinsky & Manfr. Binder) – gatunek grzybów z rodziny borowikowatych (Boletaceae).

## Systematyka i nazewnictwo
Pozycja w klasyfikacji według Index Fungorum: Leccinellum, Boletaceae, Boletales, Agaricomycetidae, Agaricomycetes, Agaricomycotina, Basidiomycota, Fungi.
Po raz pierwszy takson ten opisali w 1965 r. Humbert Bouchet i Henri Essette, nadając mu nazwę Boletus lepidus. W 2003 r. Andreas Bresinsky i Manfred Binder przenieśli go do rodzaju Leccinellum. Niektóre inne synonimy:
- Krombholziella lepida (H. Bouchet ex Essette) Alessio 1985
- Krombholziella sardoa (Belli & Sacc.) Bon & Contu 1985
- Leccinum sardoum (Belli & Sacc.) Quadr. & Lunghini 1990

W 2024 Komisja ds. Polskiego Nazewnictwa Grzybów Polskiego Towarzystwa Mykologicznego zarekomendowała używanie nazwy koźlarek zielonodębowy.

## Występowanie i znaczenie
Znany jest w niektórych krajach Europy, głównie Południowej i w Ameryce Południowej. Jest szeroko rozpowszechniony w regionie Morza Śródziemnego, gdzie tworzy ektomykoryzę z różnymi gatunkami dębów, najczęściej z wiecznie zielonymi przedstawicielami grupy „Ilex”, zwłaszcza dębem ostrolistnym (Quercus ilex). Do 2024 r. brak udokumentowanych stanowisk w Polsce.
Wszystkie koźlarki to naziemne grzyby mykoryzowe. Są grzybami jadalnymi.